# Molecules
Molecules — рецензований науковий журнал з відкритим доступом, який видається з 1996 року. Наразі журнал виходить щомісяця. Публікуються статті з усіх галузей органічної хімії, хімії природних продуктів і медичної хімії.
Імпакт-фактор у 2021 році становив 4,412, п’ятирічний імпакт-фактор – 4,588.  9113 статей цитувалися більше 10 разів (індекс h-10). 
Головний редактор – Дерек Дж. Макфі (Amyris Biotechnologies), Сполучені Штати Америки.